# 台湾奴草
台湾奴草（学名：Mitrastemon kawasasakii）为大花草科奴草属下的一个种。

## 扩展阅读
- 維基物種上的相關：台湾奴草